# Pararge atavica
Pararge atavica är en fjärilsart som beskrevs av Ruggero Verity 1919. Pararge atavica ingår i släktet Pararge och familjen praktfjärilar. Inga underarter finns listade i Catalogue of Life.